# Riachão do Poço
Pour les articles homonymes, voir Riachão.
Riachão do Poço est une ville brésilienne de l'est de l'État de la Paraíba.
Sa population était estimée à 4 239 habitants en 2007. La municipalité s'étend sur 39 km2.